# Озрен
Озрен (на сръбски: Озрен/Ozren) е ниска планинска верига в северната част на Босна и Херцеговина, която се простира на разстояние от около 40 km между градовете Добой и Завидовичи, между долините на река Босна на запад и на река Спреча на север. На юг се простира по протежение на река Крива, докато източните ѝ склонове се спускат към езерото Модрачко. По този начин отчасти планината се намира във Федерация Босна и Херцеговина, отчасти в Република Сръбска. В административно отношение се отнася към босненската община Маглай и сръбската община Петрово.

## Етимология
Според легендата, името на планината е дадено от босненската кралица Катарина Косача Котроманич, която, изкачвайки се до върха, остава очарована от красотата на пейзажа и казва „Мили Боже, лијепа обазарја“ (приблизителен превод: „Боже мой, каква красива гледка“). Думата „обазарја“, което има много различни значения, впоследствие преминава в Озрен.

## Характеристики
Трите най-високи точки на планинския масив са разположени на територията на община Петрово. Това са върховете Голяма Остравица (918 m), Кралица (883 m) и Малка Остравица (853 m). Освен разнообразна си флора, Озрен е богат на природни ресурси. Тук има източници на чиста питейна вода, притежаващи лечебни свойства геотермални източници, руди и минерални ресурси.

## История
Поради географските особености на планината, Озрен често се оказва ключова отбранителна точка по време на военни конфликти. По време на Втората световна война, през 1942 г. немско-хърватските войски провеждат тук наказателна операция срещу укрепилите се югославски партизани – по-голямата част от партизаните в крайна сметка успява да се укрие в горите. По време на Босненската война, Озрен се превръща в бастион на отбраната на сърбите срещу мюсюлманите. Понастоящем на връх Кралица има паметник на загиналите воини на Въоръжените сили на Република Сръбска, които през септември 1995 г. стават жертви на бомбардировките на НАТО.

## Озренски манастир
В планината се намира манастир на Сръбската православна църква, посветен на Николай Чудотворец, известен като Озренски манастир.

## Озренски маратон
Община Петрово с подкрепата на Радиото и телевизията на Република Сръбска всяка година организира традиционен маратонский по хребета на Озрен.